# Liste der denkmalgeschützten Objekte in Malacky
Die Liste der denkmalgeschützten Objekte in Malacky enthält die 24 nach slowakischen Denkmalschutzvorschriften geschützten Objekte in der Stadt Malacky im Okres Malacky.

## Denkmäler
| Foto |                 | Denkmal / č. ÚZPF                                | Standort / Konskr. Nr.                                                   | Offizielle Beschreibung                 | Beschreibung                                                        | Metadaten                                                              |
| ---- | --------------- | ------------------------------------------------ | ------------------------------------------------------------------------ | --------------------------------------- | ------------------------------------------------------------------- | ---------------------------------------------------------------------- |
| ja   | Datei hochladen | Denkmal(sk) ObjektID: 106-443/1                  | Klástorné nám. 0, Standort KG: Malacky Konskr.Nr.:                       | padlí v I.+II.sv.v.                     | Kriegerdenkmal für die Gefallenen des Ersten und Zweiten Weltkriegs | č. NKP: 106-443/1 Stand des NKP: 2012-02-08 Name: POMNÍK               |
| ja   | Datei hochladen | Gedenktafel(sk) ObjektID: 106-443/2              | Klástorné nám. 0, Standort KG: Malacky Konskr.Nr.:                       | padlí v II.sv.v.                        | für die Gefallenen des Zweiten Weltkriegs                           | č. NKP: 106-443/2 Stand des NKP: 2012-02-08 Name: TABUĽA PAMÄTNÁ       |
| ja   | Datei hochladen | Denkmal(sk) ObjektID: 106-445/0                  | Klástorné nám. 0, Standort KG: Malacky Konskr.Nr.:                       | sov.armáda;                             | für die Sowjetarmee                                                 | č. NKP: 106-445/0 Stand des NKP: 2012-02-08 Name: POMNÍK               |
|      | Datei hochladen | Säule und Sockel(sk) ObjektID: 106-450/1         | Klástorné nám. (v centre mesta) KG: Malacky Konskr.Nr.: 0                | sv.Ján Nepomucký                        | hl. Nepomuk                                                         | č. NKP: 106-450/1 Stand des NKP: 2012-09-28 Name: STĹP S PODSTAVCOM    |
| ja   | Datei hochladen | Statue(sk) ObjektID: 106-10668/0                 | Klástorné nám. 0 (Park pred kostolom p) Standort KG: Malacky Konskr.Nr.: | sv.Anna;                                | Statue der hl. Anna                                                 | č. NKP: 106-10668/0 Stand des NKP: 2012-02-08 Name: SOCHA              |
| ja   | Datei hochladen | Statue auf Sockel(sk) ObjektID: 106-10669/1      | Klástorné nám. (na okraji parku) Standort KG: Malacky Konskr.Nr.: 0      | sv.Anton Paduánsky                      | des hl. Antonius von Padua                                          | č. NKP: 106-10669/1 Stand des NKP: 2012-02-08 Name: STĹP S PODSTAVCOM  |
| ja   | Datei hochladen | Kirche(sk) ObjektID: 106-447/2                   | Klástorné nám. 11, Standort KG: Malacky Konskr.Nr.: 1162                 | r.k.Neposkvr.pocatia P.M. frantiskánsky | römisch-katholische Kirche Mariä Empfängnis, Franziskaner           | č. NKP: 106-447/2 Stand des NKP: 2012-02-08 Name: KOSTOL               |
| ja   | Datei hochladen | Franziskanerkloster(sk) ObjektID: 106-447/1      | Klástorné nám. 13, Standort KG: Malacky Konskr.Nr.: 1163                 | frantiskánsky                           | Franziskaner                                                        | č. NKP: 106-447/1 Stand des NKP: 2012-02-08 Name: KLÁŠTOR FRANTIŠKÁNOV |
| BW   | Datei hochladen | Burgmauer(sk) ObjektID: 106-447/3                | Klástorné nám. 13, Standort KG: Malacky Konskr.Nr.: 1163                 | opevnenie                               | Befestigung                                                         | č. NKP: 106-447/3 Stand des NKP: 2012-02-08 Name: MÚR HRADBOVÝ         |
| BW   | Datei hochladen | Bastion 1(sk) ObjektID: 106-447/4                | Klástorné nám. 13, Standort KG: Malacky Konskr.Nr.: 1163                 | opevnenie                               | Befestigung                                                         | č. NKP: 106-447/4 Stand des NKP: 2012-02-08 Name: BAŠTA I.             |
| ja   | Datei hochladen | Bastion 2(sk) ObjektID: 106-447/5                | Klástorné nám. 13, Standort KG: Malacky Konskr.Nr.: 1163                 | opevnenie                               | Befestigung                                                         | č. NKP: 106-447/5 Stand des NKP: 2012-02-08 Name: BAŠTA II.            |
| ja   | Datei hochladen | Bastion 3(sk) ObjektID: 106-447/6                | Klástorné nám. 13, Standort KG: Malacky Konskr.Nr.: 1163                 | opevnenie                               | Befestigung                                                         | č. NKP: 106-447/6 Stand des NKP: 2012-02-08 Name: BAŠTA III.           |
| BW   | Datei hochladen | Bastion 4(sk) ObjektID: 106-447/7                | Klástorné nám. 13, Standort KG: Malacky Konskr.Nr.: 1163                 | opevnenie                               | Befestigung                                                         | č. NKP: 106-447/7 Stand des NKP: 2012-02-08 Name: BAŠTA IV.            |
| BW   | Datei hochladen | Areal(sk) ObjektID: 106-447/8                    | Klástorné nám. 13, Standort KG: Malacky Konskr.Nr.: 1163                 | frantiskánsky klástor                   | Areal des Franziskanerklosters                                      | č. NKP: 106-447/8 Stand des NKP: 2012-02-08 Name: AREÁL                |
| ja   | Datei hochladen | Synagoge(sk) ObjektID: 106-10733/0               | Na brehu ul. 2, Standort KG: Malacky Konskr.Nr.: 916                     | solitér;                                |                                                                     | č. NKP: 106-10733/0 Stand des NKP: 2012-02-08 Name: SYNAGÓGA           |
| BW   | Datei hochladen | Gedenkhaus(sk) ObjektID: 106-2137/1              | Sládkovicova ul. 3, Standort KG: Malacky Konskr.Nr.: 332                 | Zúbek Ludo; Rodný dom L.Zúbka           | Geburtshaus des Ľudo Zúbek                                          | č. NKP: 106-2137/1 Stand des NKP: 2012-02-08 Name: DOM PAMÄTNÝ         |
|      | Datei hochladen | Gedenktafel(sk) ObjektID: 106-2137/2             | Sládkovicova ul. 3 (Na dome c.3) KG: Malacky Konskr.Nr.: 332             | Zúbek Ludo; 1907-1969,spisovatel        | für den Publizisten und Schriftsteller Ľudo Zúbek (1907–1969)       | č. NKP: 106-2137/2 Stand des NKP: 2012-02-08 Name: TABUĽA PAMÄTNÁ      |
| ja   | Datei hochladen | Kirche(sk) ObjektID: 106-449/0                   | Záhorácka ul. 0, Standort KG: Malacky Konskr.Nr.:                        | r.k.sv.Trojice; Farský kostol           | römisch-katholische Pfarrkirche zur hl. Dreifaltigkeit              | č. NKP: 106-449/0 Stand des NKP: 2012-02-08 Name: KOSTOL               |
| ja   | Datei hochladen | Schloss(sk) Schloss Malatzka ObjektID: 106-444/1 | Zámocká ul. 18, Standort KG: Malacky Konskr.Nr.: 932                     | Pálffyovský kastiel                     | Schloss der Familie Pálffy                                          | č. NKP: 106-444/1 Stand des NKP: 2012-02-08 Name: KAŠTIEĽ              |
|      | Datei hochladen | Gedenktafel(sk) ObjektID: 106-444/3              | Zámocká ul. 18, KG: Malacky Konskr.Nr.: 932                              | SNP; PT umuceným úcastníkom SNP         | für den Nationalaufstand                                            | č. NKP: 106-444/3 Stand des NKP: 2012-02-08 Name: TABUĽA PAMÄTNÁ       |
| ja   | Datei hochladen | Park(sk) ObjektID: 106-444/2                     | Zámocká ul. Standort KG: Malacky Konskr.Nr.:                             | kastielsky park                         | Schlosspark                                                         | č. NKP: 106-444/2 Stand des NKP: 2012-02-08 Name: PARK                 |

## Legende
Die Tabelle enthält im Einzelnen folgende Informationen:
| Foto:                    | Fotografie des Denkmals. |
| Denkmal / č. ÚZPF:       | Die Übersetzung der Bezeichnung des Denkmals, wie sie vom Slowakischen Denkmalamt (Pamiatkový úrad Slovenskej republiky) verwendet wird. Die Originalbezeichnung ist unter dem Fragezeichen angegeben. Fehlt die Übersetzung, so wird die Originalbezeichnung direkt angezeigt. Weiters ist die Objekt-Identifikationsnummer (Objekt ID) angeführt. Sie ist die offizielle, in der Slowakei eindeutige Nummer č. ÚZPF inklusive der zugehörigen Zählnummer, wie sie in den Daten des Denkmalamtes angegeben wird. Da diese nur innerhalb eines Landkreises gezählt wird, ist dessen Nummer der Denkmalnummer vorangestellt. |
| Standort:                | Wenn in der Liste vorhanden, ist die Adresse angegeben. In Klammern kann sich noch eine zusätzliche Adresse befinden, wenn es beispielsweise ein Eckhaus ist. Bei freistehenden Objekten ohne Adresse (zum Beispiel bei Bildstöcken) ist eine Adresse angegeben, die in der Nähe des Objekts liegt. Durch Aufruf des Links Standort wird die Lage des Denkmals in verschiedenen Kartenprojekten angezeigt. Darunter sind die Katastralgemeinde (KG) und, wenn vorhanden, die Konskriptionsnummer (Konskr. Nr.) angegeben.                                                                                                   |
| Offizielle Beschreibung: | Es ist die Kurzbeschreibung auf Slowakisch, wie sie in den offiziellen Listen angegeben ist, eingetragen. |
| Beschreibung:            | Kurze Angaben zum Denkmal auf Deutsch. |
| Metadaten:               | Zusätzlich werden, wenn in den persönlichen Einstellungen das Helferlein Dauerhaftes Einblenden von Metadaten aktiviert ist, ebensolche angezeigt. |

- Karte mit allen Koordinaten:
- OSM |
- WikiMap